# Płaszczowina skolska
Płaszczowina skolska – płaszczowina budująca Karpaty fliszowych (Beskidów) na obszarze Pogórza Przemyskiego i Gór Sanocko-Turczańskich.
Zbudowana ze skał fliszu karpackiego (łupków, piaskowców i margli), o różnej twardości i miąższości. Tektonicznie składa się z długich antyklin o silnie zredukowanym skrzydle północnym, nazywanych fałdami skibowymi. Tworzą one rusztowy układ grzbietów, przebiegających z północnego zachodu na południowy wschód. W północnej części Pogórza Przemyskiego, gdzie przeważają skały mniej twarde, rusztowy układ grzbietów zanika. Jest to płaszczowina o największej miąższości spośród płaszczowin budujących polskie Karpaty.
Na południu na płaszczowinę skolską nasunięta jest płaszczowina śląska.